# (36152) 1999 RE196
1999 RE196 (asteroide 36152) é um asteroide da cintura principal. Possui uma excentricidade de 0.05245910 e uma inclinação de 9.44086º.
Este asteroide foi descoberto no dia 8 de setembro de 1999 por LINEAR em Socorro.